# Prohibición del agua embotellada
Las prohibiciones del agua embotellada corresponden a aquellas medidas legislativas que tienen como objetivo limitar parcial o completamente la venta o el uso de agua conservada en botellas. Existen diversas instituciones y territorios que han llevado a cabo medidas de este tipo con el objetivo de reducir el sobreuso de recursos, las emisiones relacionadas con el transporte, el número de desperdicios plásticos y los daños a los acuíferos afectados.
La Universidad de Leeds celebró un referéndum sobre la venta de agua embotellada en 2008, tras el cual se convertiría en la primera universidad del Reino Unido en prohibir el agua embotellada en todos sus bares, cafeterías y tiendas. La pequeña ciudad de Bundanoon, en Nueva Gales del Sur (Australia) promulgó dicha prohibición en 2009 y al hacerlo se constituyó como la primera municipalidad en hacerlo en todo el mundo. También en 2009, la Universidad de Washington en St. Louis se convirtió en la primera universidad de los Estados Unidos en prohibir la venta de botellas de agua de plástico de un solo uso. Más adelnate, en 2013, la Universidad de Vermont (UVM) en Burlington se convirtió en la primera universidad pública en los Estados Unidos en poner en práctica dicha prohibición. A finales de 2016, 82 escuelas secundarias, colegios y universidades de todo el mundo habían implementado prohibiciones de venta de agua embotellada en sus instituciones. A Bunanoon se uniría otros municipios que también han prohibido el agua embotellada en sus territorios, como la ciudad de San Francisco, California.

## Motivación
El uso de plásticos en la vida cotidiana sigue en aumento debido a su conveniencia y bajo precio. Sin embargo, esto tiene como consecuencia directa un incremento proporcional en el impacto en la salud y medioambiental.
Los plásticos están realizados a través del procesamiento de combustibles fósiles. El empleo de estos deja, además, una importantehuella ecológica en el medio ambiente, sin mencionar que su proceso de degradación puede prolongarse a lo largo de los años. Según el Departamento de Servicios Ambientales de New Hampshire, una botella de plástico desechada tarda una media de 450 años en descomponerse.
El uso excesivo de plásticos tiene como resultado un vertido de los mismos en los océanos a un ritmo aproximado de ocho millones de toneladas al año. La acumulación de plásticos en todo el mundo continúa aumentando, y esto ha tenido como consecuencia la aparición de problemas asociados a esta práctica, como el Gran parche de basura del Pacífico. Un estudio publicado en el año 2016 estimó que, teniendo en cuenta la velocidad a la que se vertían entonces los plásticos en nuestros océanos, para el 2050 habría más plástico que peces en ellos.
Además del impacto ambiental, se ha afirmado que los plásticos dejan en su rastro sustancias químicas perjudiciales para la salud humana, como la neurotoxina bisfenol A (también conocida como BPA). Otras sustancias químicas presentes en el material plástico se ha relacionado con la aparición de cáncer en humanos expuestos a ellos. Sin embargo, existen otras fuentes que rechazan la existencia de esta asociación.
Por estas razones, algunos gobiernos están interesados en prohibir el uso de botellas de agua de plástico de un solo uso en sus regiones para reducir estos impactos en el medio ambiente y promover la sostenibilidad dentro de sus límites.

## Prohibiciones o limitaciones por país

### Australia
En 2009, la ciudad de Bundanoon, en Nueva Gales del Sur, votó a favor de convertirse en la primera ciudad del mundo en prohibir el agua embotellada. Sus ciudadanos impulsaron una iniciativa propia con el objetivo de prohibir el agua embotellada en respuesta a la voluntad de una empresa embotelladora de vender agua del acuífero local de la ciudad, prohibiendo la venta o el suministro de estos productos dentro del territorio de la ciudad.
A consecuencia de esto, las entonces doce tiendas y cafés de Bundanoon, así como los eventos celebrados en la ciudad en la ciudad, eliminaron el agua embotellada de sus existencias. Por su parte, el ayuntamiento implementó un sistema de fuentes de agua potable públicas, así como dispensadores de agua filtrada donde la gente puede llenar botellas de agua y cantimploras reutilizables. Las botellas vacías reutilizables se venden en las tiendas locales. La prohibición de la ciudad recibió la atención de los principales medios de comunicación del país.
La decisión de prohibir el agua embotellada se debió en parte a la oposición a la apertura de una planta de extracción de agua, y en parte al aumento de la concienciación local respecto al posible impacto medioambiental y en la salud.

### Canadá
Muchos municipios canadienses han aprobado limitaciones y prohibiciones a nivel municipal, entre ellos: Ajax, Burlington, Cornualles, Londres, Newmarket, Cataratas del Niágara, Oakville, Oshawa, Peterborough, St. Catharines, Windsor, Waterloo, Nelson, Victoria, Vancouver. Estos fueron seguidos en diciembre de 2008, por Toronto, la ciudad más poblada de Canadá. El Ayuntamiento de Toronto aprobó una prohibición de las botellas de agua que entraría en vigor en enero de 2012. La prohibición, que afecta a la mayoría de los parques e instalaciones de los parques de Toronto, prohíbe la venta y distribución de botellas de agua en todos los centros cívicos y las instalaciones y parques de la ciudad.

### Estados Unidos
En 2011, la ciudad de New Haven aprobó una reducción de gastos municipales que incluía una prohibición de dispensadores de agua embotellada a granel.
En junio de 2007, el alcalde de San Francisco, Gavin Newsom, publicó una directiva ejecutiva con el objetivo de eliminar gradualmente el uso de botellas de agua de plástico en la ciudad. La directiva de San Francisco tuvo consecuencias estrictas, por ejemplo, si se descubre que en un evento público de más de cien personas se está distribuyendo botellas de agua, los patrocinadores del evento pueden ser multados con hasta 500 $. Multitud de oficinas de la ciudad que apoyaron la prohibición cumplieron rápidamente con la eliminación gradual de las botellas de agua, excepto la Junta de Supervisores de San Francisco, que gastó alrededor de 4387 $ en agua embotellada durante los tres años aposteriores a la entrada en vigor de la prohibición. San Francisco es una de las ciudades de mayor tamaño del país en iniciar tal prohibición, sin embargo, la ciudad no ofreció a la gente una política pública compensatoria que implementase zonas de acceso a agua gratuita. El 11 de marzo de 2014, la Junta de Supervisores de San Francisco aprobó la Ordenanza 28-14 que supuso una enmienda de su Código Ambiental con el objetivo de ejecutar una prohibición sobre la venta de botellas de agua de plástico que contengan menos de 620 mililitros en la ciudad. Con solo una tasa de reciclaje del 23% de los 50 mil millones de botellas de plástico utilizadas en los EE. UU., la medida fue ampliamente aceptada por sus ciudadanos.
Para mantener un fácil acceso al agua para sus ciudadanos, la ciudad de San Francisco planeó implementar un programa que instalaría estaciones de llenado de botellas de agua al aire libre para garantizar que el público se mantenga hidratado. Muchas de estas estaciones estarán dispersas por toda la ciudad.
En la reunión de la asamblea del ayuntamiento de Brookline, Massachusetts de mayo de 2015, se aprobó un estatuto que prohíbe el gasto de los fondos de la ciudad en agua embotellada de un solo uso en las oficinas. La ciudad también estableció el requisito de que los restaurantes sirvan agua del grifo a pedido, incluidos en los pedidos para llevar.

#### Concord, Massachusetts
El 16 de abril de 2021, se aprobó legislación que prohíbe la venta de botellas de agua de plástico de uso individual en Concord, Massachusetts, lo que convierte a Concord en el primer municipio del país en prohibir las botellas de plástico individuales. La ley se aprobó en gran parte gracias a los esfuerzos de Jean Hill, de 84 años, que lideró el movimiento. La prohibición entró en vigor el 1 de enero de 2013. Dos intentos anteriores de prohibir el agua embotellada en la ciudad habían fracasado.
Según la legislación, las botellas de tereftalato de polietileno ya no pueden venderse si son menores o iguales a 1 litro y contienen agua que no es sea gaseosa o sin sabor. El resto de botellas de aguas realizadas a partir de otros tipos de plástico es permitida, y se pueden vender botellas de agua aromatizada, independientemente del tamaño. Está prohibida la venta de cajas de botellas de agua pequeñas (menos de un litro). El agua embotellada de volumen inferior o igual a 1 litro no puede venderse en máquinas expendedoras, eventos cívicos, eventos deportivos, carreras de ruta, festivales, representaciones teatrales y eventos con cáterin. El agua se puede, sin embargo, ofrecer gratis a los clientes en cualquier forma.
En enero de 2013, la División de Salud de la Oficina del Administrador Municipal de la ciudad de Concord comenzó a inspeccionar las tiendas minoristas, los restaurantes y otros lugares que venden bebidas embotelladas. La División de Salud tiene la tarea de velar por el cumplimiento de la ordenanza contra la venta de agua embotellada de por debajo de un litro. Si esta halla que en un establecimiento se está vendiendo agua embotellada de menos de un litro, se emite una advertencia por escrito. A la semana, ocurrirá una nueva inspección; si esta vuelve a emitir un informe negativo, se multa al establecimiento con la suma 25 $ como citación no criminal. En la tercera inspección y en las posteriores, se emite una citación no penal con una multa de 50 $ si se sigue vendiendo agua embotellada en violación de los estatutos.
Algunas empresas se opusieron a la prohibición, afirmando que esta restringe la libertad de elección y que simplemente impulsará las ventas de agua embotellada fuera de la ciudad.
Otras ciudades cercanas a Concord han explorado prohibiciones similares. Algunos residentes de la ciudad de Arlington llevaron una petición a su asamblea municipal en la primavera de 2013, pero esta rechazada en votación.
Un estudiante de secundaria propuso una ordenanza de prohibición en la asamblea municipal de otoño de 2014 en Framingham, que fue rechazada por un voto de 60 a 40. Entre los que se oponían a la prohibición en ambas comunidades se encontraba la cadena de supermercados Stop & Shop. Framingham también posee una planta embotelladora de la marca Poland Spring, y su propietario, Nestlé Waters North America, también se opuso a la prohibición.
Dos ciudades que bordean Concord han aprobado prohibiciones de agua embotellada similares a la implementada en la ciudad: Sudbury el 2 de mayo de 2017; y Lincoln en marzo de 2018. Great Barrington, en el condado de Berkshire, aprobó uno en mayo de 2018. Algunos ciudadanos intentaron revocar la ley en el agosto siguiente, pero fracasaron.

### India
En 2015, el estado de Bihar prohibió el uso de botellas de agua de plástico en reuniones y eventos gubernamentales.
En 2016, el estado de Sikkim restringió el uso de botellas de agua de plástico (en reuniones y funciones gubernamentales) junto con productos de espuma de poliestireno.
El gobierno de Maharashtra prohibió todas las botellas de plástico para bebidas de un solo uso en marzo de 2018. Allí se define como de un solo uso a menos de medio litro. A los tamaños más grandes se les aplica una tarifa reembolsable.
El gobierno de Gujarat prohibió el uso de botellas de agua mineral de plástico en todas las oficinas y eventos gubernamentales a partir de marzo de 2019.

## Prohibiciones en las universidades
La primera universidad pública estadounidense en promulgar una prohibición del agua embotellada fue la Universidad de Vermont en 2013. Junto con la prohibición, UVM integró varias estaciones de agua filtrada en todo el campus. Sin embargo, el consumo de otras bebidas embotelladas como refrescos y zumos se ha vuelto más frecuente. La universidad aumentó el número de estaciones de agua en el campus y las abasteció con vasos biodegradables.
A diferencia de la Universidad de Vermont, las ventas totales de bebidas embotelladas han disminuido en más de un tercio durante los últimos siete años en la Universidad de Washington en St. Louis. Desde que se eliminó la venta de agua embotellada en el campus, la universidad también ha visto una disminución en las ventas de fuentes de refrescos, lo que lleva a los observadores a creer que el agua no necesariamente está siendo reemplazada por alternativas de bebidas azucaradas. El vicecanciller adjunto de sostenibilidad atribuye en gran medida el éxito de la universidad a la prohibición del agua embotellada, así como a los esfuerzos que la acompañan para modernizar las fuentes de agua antiguas, agregar nuevas estaciones de agua en el campus y celebrar el creciente interés del alumnado por la sostenibilidad.

## Alternativas a las botellas de plástico
Algunas alternativas a las botellas de plástico ya están disponibles y la investigación al respecto se encuentra, además, en proceso de desarrollar más opciones. Una solución simple la de usar una botella reutilizable y llenarla en estaciones, fuentes de agua o establecimientos de comida.
Otra alternativa al agua embotellada de plástico de un solo uso es el empleo de alternativas de botellas de aluminio. Las latas de aluminio son únicas porque su reciclaje se usa para la producción de más envases del mismo material, lo que significa que la lata promedio tiene un porcentaje muy alto de contenido reciclado. Esto quiere decir que las latas de aluminio tienen más de tres veces el contenido reciclado que las estimaciones de la EPA para vidrio o plástico, con un 70% de contenido reciclado en promedio.